# Aartsbisdom Gabala in Syria
Het Aartsbisdom Gabala in Syria (Latijn: Archidioecesis Gabalensis) was een bisdom (4e eeuw – 12e eeuw) in het Oost-Romeinse Rijk, het Byzantijnse Rijk en het kalifaat van de Abbasiden. De bisschopszetel was de stad Jableh, een oude Fenicische, Griekse en Romeinse metropool gelegen aan de Middellandse Zee. In de Oudheid hing het bisdom Gabala af van het aartsbisdom Laodicea, in de provincie Syria Prima, dat zelf afhing van het patriarchaat van Antiochië.
In de 12e eeuw was het een bisdom van de kruisvaarders, en dus van Latijnse ritus. Nadien verdween het bisdom Gabala van de kaart. In latere eeuwen verleende de Roomse kerk de eretitel van aartsbisschop van Gabala aan prelaten. Gabala was een titulair aartsbisdom geworden.

## Enkele bisschoppen van Gabala
- Zoilus, 4e eeuw: hij nam deel aan het Concilie van Nicea (325)[3]
- Severus, 4e eeuw: hij nam deel aan het Concilie van Philippopoli (347)
- Domninus, 4e eeuw: hij nam deel aan het Concilie van Constantinopel (381)
- Severinus, 5e eeuw: hij was een tegenstander van de heilige Johannes Chrysostomos en leidde acties van priesters tegen hem
- Petrus, 5e eeuw: hij nam deel aan het Concilie van Chalcedon (451)
- Johannes, 6e eeuw: hij nam deel aan het Concilie van Constantinopel (536)
- Romanus, 6e eeuw : hij nam deel aan het Concilie van de Drie Kapittels (553)
- Hugo, 12e eeuw: Latijns bisschop van Gabala tijdens de kruistochten
- Alfonso de Villasancta, 16e eeuw: titulair aartsbisschop
- Patrick Dorrian, 19e eeuw: titulair aartsbisschop
- Ignazio Mobarak, 20e eeuw: titulair aartsbisschop[4]